# Kerner (Fernsehsendung)
Kerner war eine nach ihrem Moderator Johannes B. Kerner benannte Fernsehsendung der Genres Talkshow und Fernsehmagazin. Sie wurde am 2. November 2009 zum ersten Mal bei Sat.1 ausgestrahlt. Mit der Sendung kehrte Kerner nach mehr als elf Jahren beim öffentlich-rechtlichen Sender ZDF zum Privatfernsehen zurück. Produziert wurde die Sendung von Spiegel TV Infotainment und der J.B.K. TV-Production. Mit der letzten Ausgabe am 15. Dezember 2011 wurde die Sendung infolge schlechter Quoten eingestellt.

## Sendung
Die Sendung wurde einmal wöchentlich, donnerstags ab 22.15 Uhr ausgestrahlt. Die ersten drei Folgen wurden montags gesendet.
Im Mittelpunkt der Sendung standen Menschen und ihre Geschichten; Kerner war eine Mischung aus Talk und Servicethemen. Ebenso wurden Reportagen und Ereignisse aus dem Zeitgeschehen präsentiert. Studioaktionen boten zudem einen unterhaltsamen Akzent.

### Kerner – Das Thema
Im August 2010 wurde bekannt, dass Sat.1 und Johannes B. Kerner eine weitere Sendung am Dienstagabend um 23:15 Uhr nach der Akte ab 21. September senden würden. Anders als die Ausgabe am Donnerstag hieß diese Sendung „Kerner – Das Thema“ und beschäftigte sich daher nur mit einem festen Thema. Das Projekt war auf zwei Ausgaben limitiert und wurde Live gesendet. 

### Kerner Spezial
Am 16. Dezember 2010 meldete sich Johannes B. Kerner mit einer Spezialausgabe aus Afghanistan und unterhielt sich dort mit u. a. Karl-Theodor zu Guttenberg über die deutsche Beteiligung am Krieg in Afghanistan. Die Einschaltquoten lagen unter dem Senderschnitt von Sat.1. Nur 750.000 Zuschauer zwischen 14 und 49 Jahren und etwas mehr als 1 Million jedes Alters wurden erreicht, dies ist unter anderem auf das schlechte Vorprogramm zurückzuführen, was ein gutes Lead-in unmöglich gemacht hatte.

### Wo ist Sven?
Die eigentlich vom 12. August 2010 bis 2. September 2010 geplante Suchaktion Wo ist Sven? wurde am Sonntag, den 15. August 2010, vorzeitig durch den „Kerner“-Zuschauer Timm Schweitzer beendet. Johannes B. Kerner wollte in den geplanten 3 Wochen darauf aufmerksam machen, wie unsicher unsere Daten durch Internet und Smartphones sind und dies durch das eigenbezeichnete „Experiment des Jahres“ Wo ist Sven? veranschaulichen. Das Ziel des Experiments war es, dass der Kerner-Redakteur Sven Jachmann drei Wochen unerkannt durch Deutschland reist, obwohl er jeden Tag Fotos mit seinem Aufenthaltsort und digitale Spuren, in Form eines Anrufs, einer Geldabhebung oder einer Kreditkartenzahlung im Internet veröffentlicht. Dabei wurde stets eine Zeitverzögerung von der Entstehung und der Veröffentlichung eines Hinweises in Höhe von einer Stunde beachtet, die die Zeit eines sogenannten Hacks simulieren sollte, welche man benötigte, um sich auf illegalem Weg Daten zu verschaffen. Beendet sollte das Experiment sofort werden, wenn Sven Jachmann mit den Worten „Du bist Sven!“ angesprochen würde, zu welchem Szenario es am 15. August gegen 11:40 Uhr, nur 61 Stunden und 37 Minuten nach Beginn der Suchaktion, in einer Tankstelle bei Burg Solms auch kam. Zum Anreiz wurden 10.000 Euro ausgesetzt. Allerdings rückte immer mehr das Spielerische in den Vordergrund, da zusätzlich Rätsel mit dem Tageszielort und Videobotschaften von Sven Jachmann an seine Verfolger veröffentlicht wurden. 
Das Experiment kam bei den Zuschauern letztendlich gut an. Viele Menschen beschäftigten sich in den knapp zweieinhalb Tagen mit der virtuellen Suche nach Sven.

## Rezeption
Die erste Sendung am 2. November 2009 wurde von den Medien überwiegend mit negativer Kritik bedacht. Die Welt bezeichnete die Premierensendung in ihrer Online-Ausgabe als Kopie von Stern TV, die „ganz gut geklappt“ habe. Kerner habe sich mit der Einladung von Mario Barth jedoch keinen Gefallen getan.
Spiegel Online berichtete von einer lauen Quote. Mit 1,83 Millionen Zuschauern und einem Marktanteil von 6,5 Prozent sei die Sendung hinter den Erwartungen von Sat.1 zurückgeblieben. Spiegel online bezeichnete die Sendung als „krude Mischung aus ‚stern TV‘, ‚ZDF-Reporter‘, ‚RTL Extra‘, ‚Akte X‘ und ‚Bibel TV‘“ und resümierte: „In der Fußballersprache würde man wohl sagen: Kampf gegen den Abstieg in die 2. Liga.“ Auf die niedrige Quote ging auch die Fachzeitung Horizont ein, wies jedoch darauf hin, dass Kerner mit Bauer sucht Frau (RTL) und dem Film „Im Auftrag des Teufels“ (ProSieben) starke Konkurrenz gehabt habe.
Der Focus bezeichnete die neue Show Kerners als „weißer, staulastiger und paranormaler als die alte“ und warf im Ausblick auf die nächste Sendung die Frage auf: „Und wie steht es um die Qualität der Boulevard-Magazine im deutschen Fernsehen?“
Die Sendung hatte bereits vor der Erstausstrahlung Schlagzeilen gemacht. So hatte die Süddeutsche Zeitung das üppige Gehalt Kerners bei dem Privatsender thematisiert.
Thomas Lückenrath von DWDL.de kritisierte Kerner so: „Nach dem erfolglosen Start gingen dann jedoch Anspruch und Realität sehr schnell getrennte Wege. Zu selten machte das Magazin Kerner nach dem Sendeplatzwechsel auf den Donnerstag in seinem ersten Jahr mit Themen Schlagzeilen; wurde wahrgenommen. Oder anders formuliert: Es mangelte einfach an Relevanz. Und selbst wenn mal eine Ausgabe der Sendung genau das bot, so wurde sie vom Zuschauer nicht mehr als solche wahrgenommen. Das darf dann nicht verwundern, hat es offenbar aber. Denn statt auf Kurs - welchem auch immer - zu bleiben, wurde so ziemlich alles probiert. Mit diversen Experimenten beschleunigte man jedoch leider die Bedeutungslosigkeit: Quizshow-Elemente helfen weder beim Schärfen des journalistischen Profils, noch schafft man damit Schlagzeilen.“